# Mana (szczyt)
Mana – szczyt w Himalajach. Leży w stanie Uttarakhand, w Indiach, blisko granicy z Chinami. Mana jest 92gim szczytem Ziemi. Należy do grupy górskiej, w której inne ważne szczyty to: Mukut Parbat, Kamet, Abi Gamin i Nanda Devi.
Pierwszego wejścia na szczyt dokonał solo brytyjski wspinacz Frank Smythe 12 sierpnia 1937 r.